# Чемпіонат Європи з футболу 2020 (кваліфікаційний раунд, група E)
Жеребкування кваліфікаційного раунду Євро-2020 відбулося 2 грудня 2018 року в Дубліні. До групи E потрапили збірні Хорватії, Уельсу, Словаччини, Угорщини і Азербайджану.

## Таблиця
| Поз | Команда     | І | В | Н | П | ГЗ | ГП | РГ  | О  | Кваліфікація                       |     | Хорватія | Уельс | Словаччина | Угорщина | Азербайджан |
| --- | ----------- | - | - | - | - | -- | -- | --- | -- | ---------------------------------- | --- | -------- | ----- | ---------- | -------- | ----------- |
| 1   | Хорватія    | 8 | 5 | 2 | 1 | 17 | 7  | +10 | 17 | Кваліфікація до фінального турніру |     | —        | 2:1   | 3:1        | 3:0      | 2:1         |
| 2   | Уельс       | 8 | 4 | 2 | 2 | 10 | 6  | +4  | 14 | Кваліфікація до фінального турніру |     | 1:1      | —     | 1:0        | 2:0      | 2:1         |
| 3   | Словаччина  | 8 | 4 | 1 | 3 | 13 | 11 | +2  | 13 |                                    |     | 0:4      | 1:1   | —          | 2:0      | 2:0         |
| 4   | Угорщина    | 8 | 4 | 0 | 4 | 8  | 11 | −3  | 12 |                                    | 2:1 | 1:0      | 1:2   | —          | 1:0      |             |
| 5   | Азербайджан | 8 | 0 | 1 | 7 | 5  | 18 | −13 | 1  |                                    | 1:1 | 0:2      | 1:5   | 1:3        | —        |             |

## Матчі
Матчі Групи E кваліфікаційного раунду Євро-2020 тривали з березня 2019 по листопад 2019.
| 21 березня 2019 21:45 |

| Хорватія                 | 2:1      | Азербайджан |
| ------------------------ | -------- | ----------- |
| Баришич 44' Крамарич 79' | Протокол | Шейдаєв 19' |

| Максимір, Загреб Глядачів: 23,146 Арбітр: Георгій Кабаков |

| 21 березня 2019 21:45 |

| Словаччина          | 2:0      | Угорщина |
| ------------------- | -------- | -------- |
| Дуда 42' Руснак 85' | Протокол |          |

| ім. Антона Малатинського, Трнава Глядачів: 14,235 Арбітр: Владислав Безбородов |

| 24 березня 2019 |

| Уельс     | 1:0      | Словаччина |
| --------- | -------- | ---------- |
| Джеймс 5' | Протокол |            |

| Кардіфф Сіті Стедіум, Кардіфф Глядачів: 31,617 Арбітр: Фелікс Цваєр |

| 24 березня 2019 |

| Угорщина             | 2:1      | Хорватія  |
| -------------------- | -------- | --------- |
| Салаї 34' Паткаї 76' | Протокол | Ребич 13' |

| Групама Арена, Будапешт Глядачів: 19,400 Арбітр: Вільям Коллам |

| 8 червня 2019 |

| Хорватія                     | 2:1      | Уельс     |
| ---------------------------- | -------- | --------- |
| Ловренс 17' (аг) Перишич 48' | Протокол | Брукс 77' |

| Градскі врт, Осієк Арбітр: Іштван Ковач |

| 8 червня 2019 |

| Азербайджан | 1:3      | Угорщина                  |
| ----------- | -------- | ------------------------- |
| Емрелі 69'  | Протокол | Орбан 18', 53' Голман 71' |

| Баксель Арена, Баку Арбітр: Кевін Блом |

| 11 червня 2019 |

| Азербайджан | 1:5      | Словаччина                                      |
| ----------- | -------- | ----------------------------------------------- |
| Шейдаєв 29' | Протокол | Лоботка 8' Куцка 27' Гамшик 30', 57' Ганцко 85' |

| Баксель Арена, Баку Арбітр: Джон Бітон |

| 11 червня 2019 |

| Угорщина   | 1:0      | Уельс |
| ---------- | -------- | ----- |
| Паткаї 80' | Протокол |       |

| Групама Арена, Будапешт Арбітр: Матей Юг |

| 6 вересня 2019 20:45 |

| Словаччина | 0–4      | Хорватія                                               |
| ---------- | -------- | ------------------------------------------------------ |
|            | Протокол | - Влашич 45' - Перишич 46' - Петкович 72' - Ловрен 89' |

| ім. Антона Малатинського, Трнава Глядачів: 18,098 Арбітр: Фелікс Брих |

| 6 вересня 2019 20:45 (19:45 (UTC+1)) |

| Уельс                        | 2–1      | Азербайджан  |
| ---------------------------- | -------- | ------------ |
| - Пашаєв 26' (аг) - Бейл 84' | Протокол | - Емрелі 59' |

| Кардіфф Сіті Стедіум, Кардіфф Глядачів: 28,385 Арбітр: Трустін Фарруджа Канн |

| 9 вересня 2019 18:00 (20:00 (UTC+4)) |

| Азербайджан     | 1–1      | Хорватія            |
| --------------- | -------- | ------------------- |
| - Халілзаде 72' | Протокол | - Модрич 11' (пен.) |

| Баксель Арена, Баку Глядачів: 9,150 Арбітр: Сандро Шерер |

| 9 вересня 2019 20:45 |

| Угорщина       | 1–2      | Словаччина              |
| -------------- | -------- | ----------------------- |
| - Собослаї 50' | Протокол | - Мак 40' - Боженік 56' |

| Групама Арена, Будапешт Глядачів: 21,700 Арбітр: Антоніо Матео Лаос |

| 10 жовтня 2019 20:45 |

| Хорватія                        | 3–0      | Угорщина |
| ------------------------------- | -------- | -------- |
| - Модрич 5' - Петкович 24', 42' | Протокол |          |

| Полюд, Спліт Глядачів: 32,110 Арбітр: Даніеле Орсато |

| 10 жовтня 2019 20:45 |

| Словаччина  | 1–1      | Уельс     |
| ----------- | -------- | --------- |
| - Куцка 53' | Протокол | - Мур 25' |

| ім. Антона Малатинського, Трнава Глядачів: 18,071 Арбітр: Карлос дель Серро Гранде |

| 13 жовтня 2019 18:00 |

| Угорщина     | 1–0      | Азербайджан |
| ------------ | -------- | ----------- |
| - Корхут 10' | Протокол |             |

| Групама Арена, Будапешт Глядачів: 11,300 Арбітр: Денніс Гіглер |

| 13 жовтня 2019 20:45 (19:45 (UTC+1)) |

| Уельс        | 1–1      | Хорватія    |
| ------------ | -------- | ----------- |
| - Бейл 45+3' | Протокол | - Влашич 9' |

| Кардіфф Сіті Стедіум, Кардіфф Глядачів: 31,745 Арбітр: Бйорн Кейперс |

| 16 листопада 2019 18:00 (21:00 (UTC+4)) |

| Азербайджан | 0–2      | Уельс                  |
| ----------- | -------- | ---------------------- |
|             | Протокол | - Мур 10' - Вілсон 34' |

| Баксель Арена, Баку Глядачів: 8,622 Арбітр: Деніц Айтекін |

| 16 листопада 2019 20:45 |

| Хорватія                                  | 3–1      | Словаччина    |
| ----------------------------------------- | -------- | ------------- |
| - Влашич 56' - Петкович 60' - Перишич 74' | Протокол | - Боженік 32' |

| Руєвіца, Рієка Глядачів: 8,212 Арбітр: Клеман Тюрпен |

| 19 листопада 2019 20:45 |

| Словаччина                 | 2–0      | Азербайджан |
| -------------------------- | -------- | ----------- |
| - Боженік 19' - Гамшик 86' | Протокол |             |

| ім. Антона Малатинського, Трнава Глядачів: 7,825 Арбітр: Сергій Бойко |

| 19 листопада 2019 20:45 (19:45 (UTC±0)) |

| Уельс            | 2–0      | Угорщина |
| ---------------- | -------- | -------- |
| - Ремзі 15', 47' | Протокол |          |

| Кардіфф Сіті Стедіум, Кардіфф Глядачів: 31,762 Арбітр: Овідіу Гацеган |

## Бомбардири
4 голи
- Бруно Петкович

3 голи
- Никола Влашич
- Іван Перишич
- Роберт Боженік
- Марек Гамшик

2 голи
- Махір Емрелі
- Раміль Шейдаєв
- Лука Модрич
- Віллі Орбан
- Мате Паткаї
- Юрай Куцка
- Гарет Бейл
- Кіффер Мур
- Аарон Ремзі

1 гол
- Тамкін Халілзаде
- Борна Баришич
- Андрей Крамарич
- Деян Ловрен
- Анте Ребич
- Давід Голман
- Міхай Корхут
- Адам Салаї
- Домінік Собослаї
- Давід Ганцко
- Ондрей Дуда
- Станіслав Лоботка
- Роберт Мак
- Альберт Руснак
- Девід Брукс
- Гаррі Вілсон
- Деніел Джеймс

1 автогол
- Павло Пашаєв (проти Уельсу)
- Джейс Ловренс (проти Хорватії)